# 欧克洛谢
欧克洛谢（法語：Haut-Clocher，法語發音：[o klɔʃe]）是法国摩泽尔省的一个市镇，属于萨尔堡-萨兰堡区。

## 地理
欧克洛谢（48°45'31"N, 7°0'2"E）面积11.44 平方千米，位于法国大東部大區摩泽尔省，该省份为法国东北部内陆省份，是洛林的一部分，西南接默尔特-摩泽尔省，东临下莱茵省，北与卢森堡和德国接壤。
与欧克洛谢接壤的市镇（或旧市镇、城区）包括：贝班、贝勒福雷、多尔万、弗里堡、戈塞尔曼、朗加特、圣让德巴塞勒、萨尔堡。

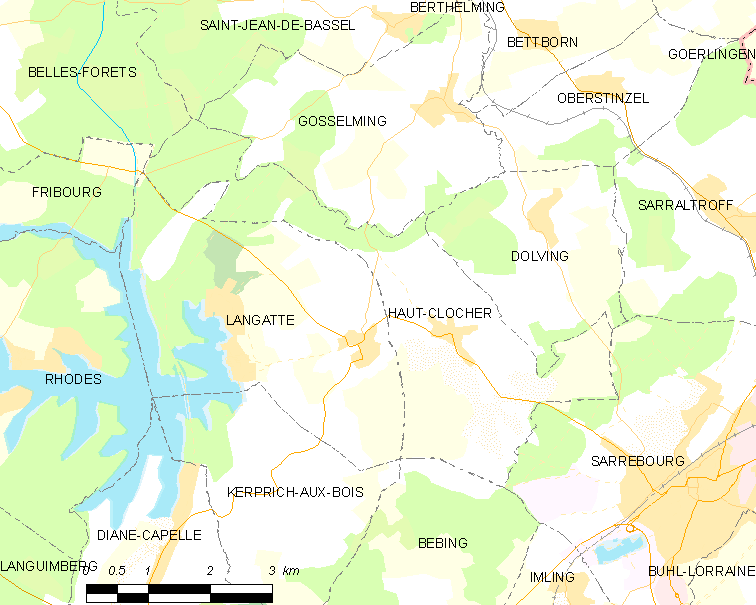
欧克洛谢的OSM定位图

欧克洛谢的时区为UTC+01:00、UTC+02:00（夏令时）。

## 行政
欧克洛谢的邮政编码为57400，INSEE市镇编码为57304。

## 政治
欧克洛谢所属的省级选区为萨尔堡县。

## 人口

1962-2008年间欧克洛谢人口变化图示

欧克洛谢于2022年1月1日时的人口数量为349人。